# أبو العيش (قرية بحرينية)
أبو العيش هي قرية في جزيرة سترة بالبحرين. وبها تقع حديقة أبو العيش.
في عام 2012 أعلنت وزارة الأشغال عن تطوير شوارع القرية.

## مساجد القرية
يوجد 5 مساجد في القرية وهي:
- مسجد الإمام الرضا.
- مسجد الإمام الهادي.
- مسجد الجبل.
- مسجد الشيخ عباس.
- مسجد المقبرة.